# Исландская хоккейная лига 2023/2024
В 2023—2024 годах проходит 32-й сезон Исландской хоккейной лиги.

## Регулярный сезон
Две лучшие команды по итогам регулярного сезона выходят в плей-офф. Команда Narfi не приняла участие ни в одной игре, команде были засчитаны технические поражения.
|    | Клуб    | И  | В  | ВО | ПО | П  | Ш      | РШ  | Очки |
| -- | ------- | -- | -- | -- | -- | -- | ------ | --- | ---- |
| 1. | SA      | 24 | 21 | 0  | 1  | 2  | 106:60 | +46 | 64   |
| 2. | SR      | 24 | 14 | 1  | 1  | 8  | 96:65  | +31 | 45   |
| 3. | Fjölnir | 24 | 10 | 2  | 1  | 11 | 64:93  | -29 | 35   |
| 4. | Narfi   | 24 | 0  | 0  | 0  | 24 | 0:48   | -48 | 0    |

И = Игры, В = Выигрыш, Н = Ничья, П = Поражение, ВО = Выигрыш в овертайме, ПО = Поражение в овертайме, Ш = Шайбы, РШ = Разница Шайб

## Финал
| Клуб | 1-й матч | 2-й матч | 3-й матч | 4-й матч | 5-й матч | счёт в серии |
| ---- | -------- | -------- | -------- | -------- | -------- | ------------ |
| SA   | 3:4      |          | 7:1      |          | 2:3      | 2-3          |
| SR   |          | 4:5      |          | 5:3      |          | 2-3          |

## Статистика и рекорды
- Самый разгромный матч: SR - Fjölnir, 12-2 (31 октября 2023)
- Самый результативный матч: SR - Fjölnir, 12-2 (31 октября 2023)
- Лучший бомбардир: 37 очков — (SR) Stepanek Petr
- Лучший бомбардир в плей-офф: 8 очков — (SA) Leifsson Johann
- Лучший снайпер: 18 шайб —  (SR) Stepanek Petr
- Лучший снайпер в плей-офф: 7 шайб —  (SA) Leifsson Johann
- Лучший ассистент: 25 передач — (SA) Leifsson Johann
- Лучший ассистент в плей-офф: 5 передач — (SA) Arason Gunnar
- Лучший голкипер: 90.29% сейвов — (SR) Ragnarsson Johann
- Лучший голкипер в плей-офф: 89.02% сейвов — (SR) Ragnarsson Johann